# Abell 2667
Abell 2667 è un ammasso di galassie nella costellazione dello Scultore. È uno degli ammassi più ricchi (classe 3 di Abell) e più luminosi nella banda dei raggi X con un redshift di 0,2 circa. La sua massa cospicua determina un noto effetto di lente gravitazionale.
Nel 2007 un team internazionale di astronomi ha identificato una galassia spirale peculiare denominata Galassia cometa per la sua morfologia. Infatti transitando attraverso l'ammasso, a causa dell'enorme campo gravitazionale, subisce l'enorme riscaldamento dei gas (fino a 100 milioni di gradi) ed una forte accelerazione che le fa raggiungere la velocità di 3,5 milioni di km/h. La galassia si lascia così indietro gas, polvere e giovani stelle sotto forma di una lunga striscia che ricorda la coda di una cometa.
Il processo è iniziato circa 200 milioni di anni fa e nell'arco di 1 miliardo di anni giungerà a perdere la maggior parte dei gas e la capacità quindi di produrre nuove stelle.

## Collegamenti esterni

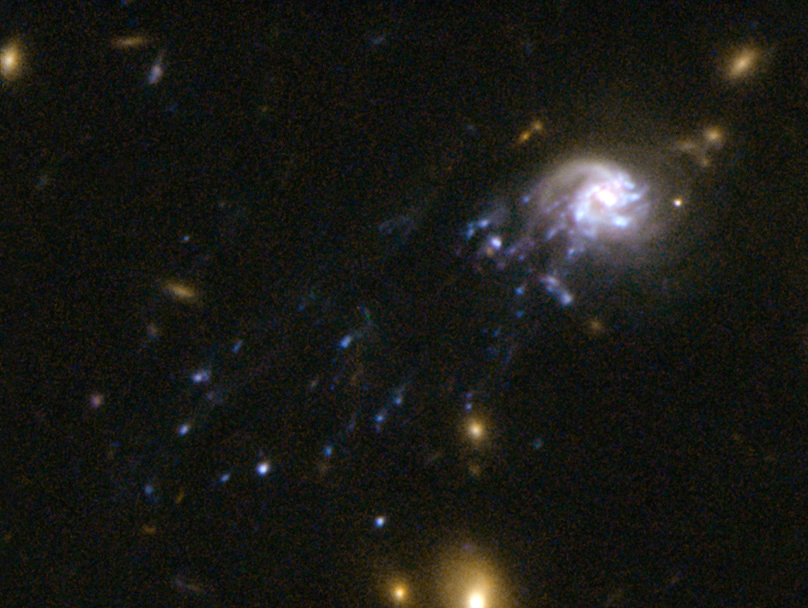
Particolare della Galassia cometa (Telescopio spaziale Hubble)